# Otakar Levý

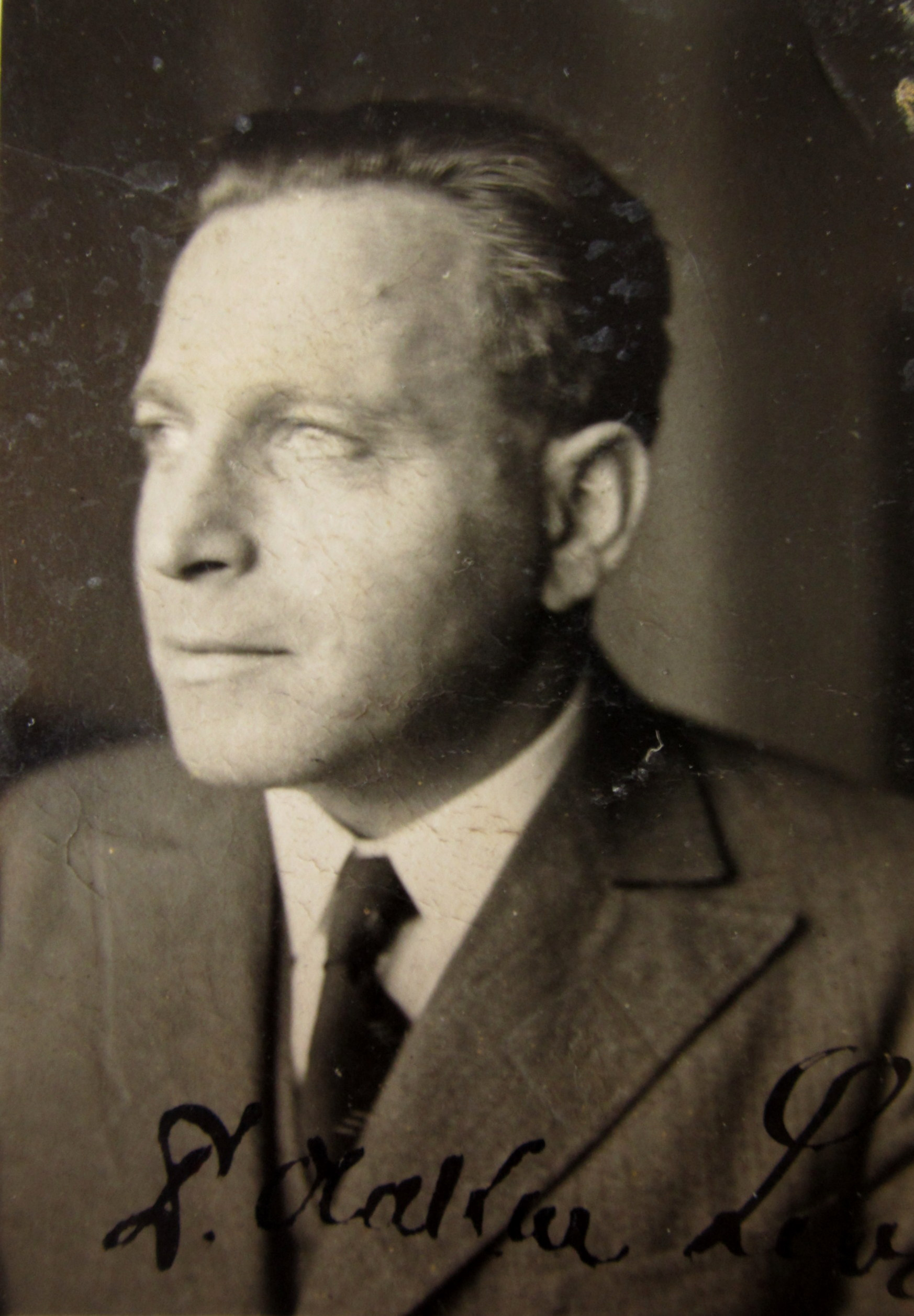
Otakar Levý

Otakar Levý (* 3. September 1896 in Uherské Hradiště, Österreich-Ungarn; † 7. Oktober 1946 in Brünn) war tschechoslowakischer Literaturhistoriker, Romanist und Übersetzer aus dem Französischen.

## Leben
Levý studierte von 1918 bis 1920 Romanistik an der Universität in Prag, anschließend bis 1922 in Dijon. Nach dem Studium war er bis 1930 als Gymnasiallehrer in Košice und von 1930 bis 1939 als Dozent an der Komenský-Universität in Bratislava tätig. Nach 1939 ernannte man Levý zunächst als außerordentlichen und 1946 zum ordentlichen Professor an der Masaryk-Universität in Brünn. Otakar Levý war Vater des Schriftstellers Jiří Levý.

## Werke
Levý beschäftigte sich vornehmlich mit französischen Romantismus und Werken von Charles Baudelaire. Später übersetzte er auch mittelalterliche französische Literatur, sowie Werke von Gustave Flaubert, Théophile Gautier, André Gide, Jules Romains.